# Xã Clarksburg, Quận Shelby, Illinois
Xã Clarksburg (tiếng Anh: Clarksburg Township) là một xã thuộc quận Shelby, tiểu bang Illinois, Hoa Kỳ. Năm 2010, dân số của xã này là 401 người.